# Borgsum
Borgsum (Fering: Borigsem) là một đô thị ở đảo Föhr thuộc huyện Nordfriesland, trong bang Schleswig-Holstein, nước Đức. Đô thị này có diện tích 5,51 km², dân số thời điểm 31 tháng 12 năm 2006 là 353 người.
Kinh tế chủ yếu là nông nghiệp, du lịch.